# Kulturåret 1765

## Nya verk
- Den nationnale winsten av Anders Chydenius

Språkvetenskap
- Förklaring öfver besynnerliga ord i Svänska psalmboken av Sven Hof

## Födda
- 22 februari – Meta Forkel-Liebeskind (död 1853), tysk författare
- 22 oktober – Daniel Steibelt (död 1823), tysk pianist och tonsättare.
- 26 oktober – Jakub Jan Ryba (död 1815), tjeckisk kompositör.
- 8 december – Adolf Heinrich Friedrich Schlichtegroll (död 1822), tysk filolog, Mozarts biograf.
- 25 september – Barbara Ployer (död 1811), österrikisk pianist
- okänt datum – Sofia Liljegren (död 1795), svensk-finländsk operasångare

## Avlidna
- 12 januari – Johann Melchior Molter (född 1696), tysk tonsättare och violinist.
- 21 januari – Christian Braunmann Tullin (född 1728), norsk författare.
- 9 februari – Elisabetta de Gambarini (född 1731), brittisk kompositör.
- 12 mars – Carl Hofverberg (född 1695), jämtsk konstnär och officer.
- 14 mars – Elżbieta Drużbacka (född 1695), polsk författare.
- 5 april – Edward Young (född 1683), engelsk poet.
- 5 juli – Olof Gerdman (född 1691), svensk bildsnidare.
- 6 juli – Ferdinand Zellbell d.ä. (född 1698), svensk tonsättare och organist.
- 21 oktober – Giovanni Paolo Pannini (född 1691), italiensk målare och arkitekt.
- 28 oktober – Nils Trybom (född 1716), svensk silversmed.
- okänt datum – Corrado Giaquinto (född 1703), italiensk målare.